# Bassin de l'Athabasca
Le Bassin sédimentaire de l’Athabasca est une subdivision du Bouclier canadien s'étendant au nord des provinces de la Saskatchewan et de l'Alberta, au Canada. C'est l'une des principales sources d'uranium de haute pureté : en 2020, il fournit  20% des ressources mondiales en uranium.
Ce bassin s'étend juste au sud du lac Athabasca, à l'ouest du lac Wollaston et recouvre presque entièrement le lac Cree. Il occupe une superficie de 100 000 km2 dans la province de la Saskatchewan et une petite partie de l'Alberta. C'est un dépôt de sédiments gréseux, dont l'épaisseur varie de 100 à 1 000 m. Le minerai d'uranium est principalement piégé à la base de ce grès, à l'interface avec le substratum.
Le nord et l'est comporte quelques bourgs et villages : Fort Chipewyan dans l'Alberta ; Camsell Portage, Stony Rapids, Fond du Lac, Black Lake et Wollaston Lake en Saskatchewan. La plus grande partie de cette plaine se trouve sur la route de migration du troupeau de caribous de Beverly, source de subsistance pour les communautés Denesuline.
Le parc provincial d'Athabasca Sand Dunes occupe la rive sud du lac Athabasca et le cratère de Carswell, où se trouve la mine de Cluff Lake. L'aérodrome de Points North Landing, à l'est du bassin, constitue un dépôt d'approvisionnement pour la région. L'accès par la route se fait par l'autoroute provinciale 955, qui relie le village de La Loche, à l'ouest, et les autoroutes 914 et 905, qui passent au nord de La Ronge à l'est.

## Les mines d'uranium

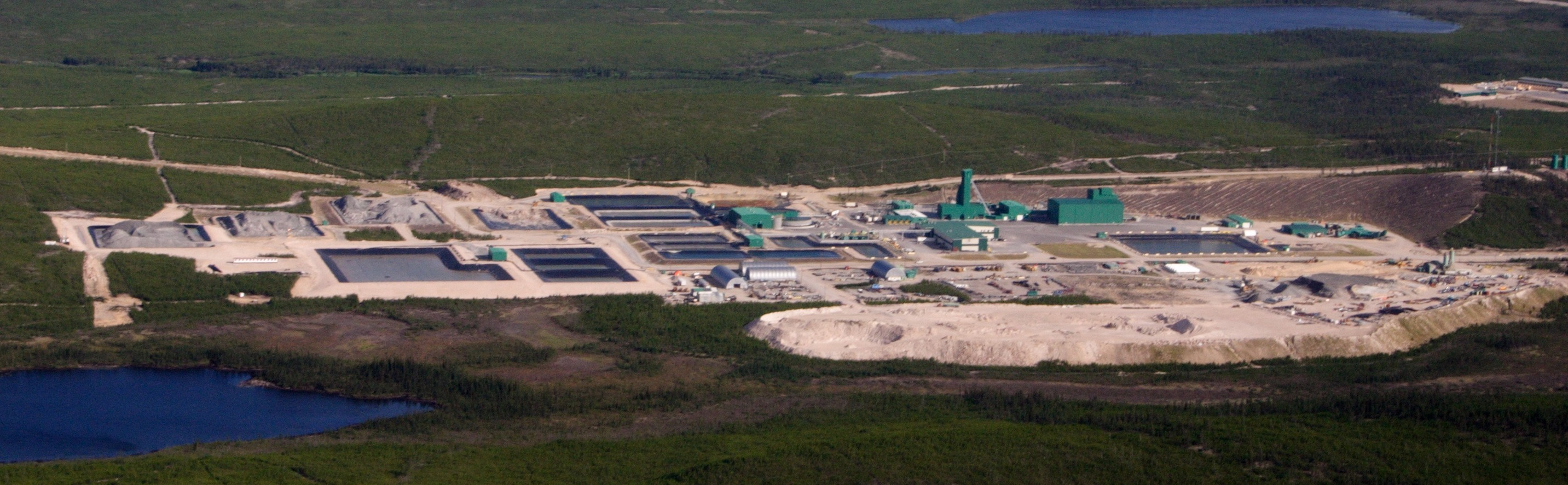
Photo aérienne de la mine d'uranium de McArthur River.

L'uranium a été découvert dans la région dans les années 1940. La première mine fut celle de Rabbit Lake (1968), exploitée par Gulf Mineral Resources à partir de 1975. La plus importante mine en exploitation, qui est aussi réputée par la pureté de son minerai, est la mine de McArthur River, exploitée par Cameco. Les autres sites sont la mine de Cigar Lake, la mine de Cluff Lake (aujourd'hui abandonnée), la mine de Key Lake et la mine de McClean Lake.
Tous ces filons sont des épanchements annexes de la gigantesque coulée intrusive de Mackenzie.

## Voir également
- Routes de migration des troupeaux de caribous de Beverly et Qamanirjuaq
- Aerial exploration of the Carswell impact structure and maps of the Athabasca Basin
- Uranium in Canada
- Athabasca Basin, Saskatchewan
- Uranium in Alberta
- Overview of Athabascan Unconformity Uranium deposits